# Castlevania: The Adventure
Castlevania: The Adventure é um jogo de plataforma da série Castlevania desenvolvido pela Konami. Foi lançado para o Game Boy no Japão em 27 de outubro e na América do Norte em dezembro de 1989, sendo o primeiro jogo da série lançado para este console.
Posteriormente, foi relançado como parte da Konami GB Collection Vol.1 para Super Game Boy no Japão e para Game Boy Color na Europa, além de receber uma versão para Nintendo 3DS através do Virtual Console.

## Jogabilidade
O jogador controla Christopher Belmont, que é o bisavô de Simon Belmont. O jogo consiste de quatro estágios e ao contrário de outros jogos de Castlevania, não existem armas secundárias, assim, os Corações são usados para restaurar vida. O jogador possui três vidas, o que resulta fim de jogo quando acabada as três. Armas podem ser modificadas para melhor, como o chicote virando uma corrente de ferro ou de fogo, mas qualquer dano do inimigo irá desfazer a modificação de armas alteradas. No fim de cada nível, existe um "Primary Evil" para enfrentar. Os jogadores podem utilizar de cristais, corações e crucifixos de ouro. Existe também um contador de pontos que, quando chega às marcas de 10.000 ou 20.000 pontos, o jogador recebe uma vida extra. Cada estágio também possui um tempo limite para ser completado.

## História
Dracula desperta de seu sono centenário, pensando que não precisaria temer a família Belmont. Ele estava enganado, e Christopher Belmont lhe prova isto. O jogo se passa em 1576, quando Christopher parte em uma viagem para destruir o Dracula. Durante a batalha com Christopher, Dracula sente que o melhor a fazer é fugir e esperar uma nova oportunidade para atacar, o que ocorre quinze anos depois. Na conclusão do jogo, Dracula é derrotado e seu castelo destruído.

## Recepção na mídia e legado
Castlevania: The Adventure gerou matérias favoráveis e negativas. O jogo foi classificado como difícil em alguns casos, devido aos níveis longos demais e o fato de se possuir somente três vidas no começo. Os gráficos foram elogiados como "competentes" e a música bem composta com melodia memorável. A IGN disse que ele possuía um design básico, sem chefes familiares e nada original.
Uma série de gibis foi lançada em 2005 pela IDW Publishing chamado Castlevania: The Belmont Legacy, onde foi centralizado o personagem Christopher Belmont.